# SV Fügen
El Sportverein Fügen es un equipo de fútbol de austriaco de la ciudad de Fügen. Actualmente juega en la Austrian Regional League, tercera división más importante del país, en el grupo de la Tiroler Liga.

## Historia
El club se fundó oficialmente el 19 de julio de 1953 bajo la presidencia de Toni Obermair y dirigidos en el banquillo por Karl Plattner. Comenzó jugando en la 1. Klasse Unterland., pero al no tener unestadio debian de jugar sus partidos como local en la ciudad de Jenbach.
Entre finales de la década de 1950 y la década de 1960 el estadio sufre modificaciones que lo harán apto para poder incluso jugar en las Divisiones de una mayor categoría. Todo fue financiado principalmente por el municipio de Fügen, pero las empresas e incluso jugadores, también se pusieron a disposición para ayudar. La  última gran renovación tuvo lugar en 2002, con el cambio de cabinas y la instalaciónde un césped artificial.

## Palmarés
- Landesliga (Tiroler Liga) (3): 1984/85, 1989/90, 2020/21